# Françoise Vannay-Bressoud

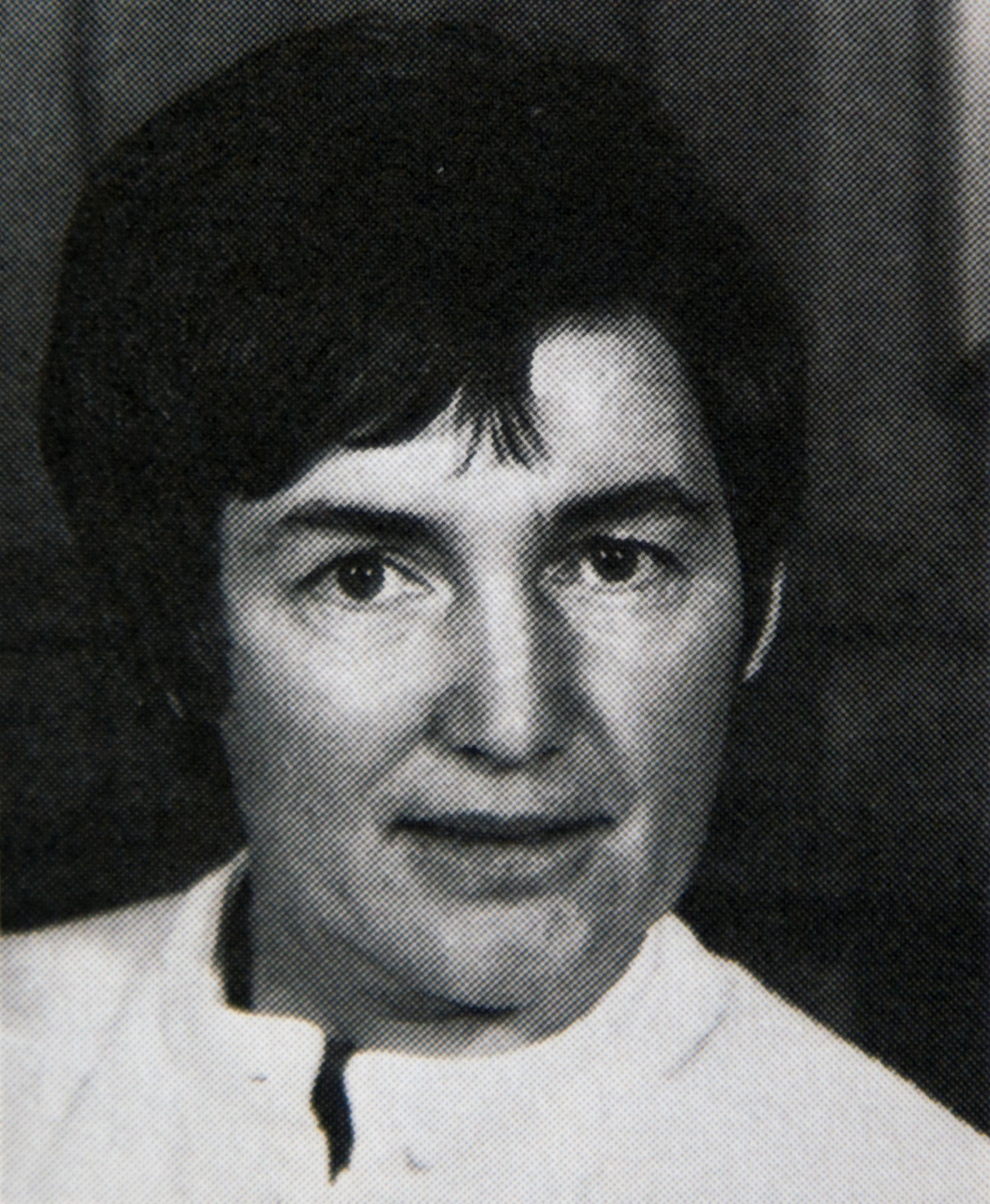
Françoise Vannay-Bressoud (um 1980)

Françoise Vannay-Bressoud (* 2. Januar 1945 in Torgon; † 12. November 1998 in Monthey; heimatberechtigt in Vionnaz) war eine Schweizer Politikerin (SP), Lehrerin und Feministin. Sie gehörte zu den ersten Walliser Grossrätinnen.

## Leben und Wirken
Françoise Bressoud war die Tochter des Postverwalters Étienne Bressoud und der Anita geborene Fracheboud. Sie war mit Jules Vannay verheiratet und hatte zwei Kinder. Nach einem Studium an der Universität Fribourg unterrichtete sie zuerst in Genf und später als Sekundarschullehrerin an der Orientierungsschule in Monthey. Den Kirchenchor der Pfarrei Revereulaz leitete sie für viele Jahre.
Nach Einführung des Frauenstimmrechts wurde Vannay-Bressoud 1973 mit Cilette Cretton, Cécile Kummer, Madeleine Mabillard, Liliane Mayor-Berclaz, Jacqueline Pont und Marie-Jo de Torrenté in den Grossen Rat des Kantons Wallis gewählt, dem sie 16 Jahre angehörte. Der Gemeindeexekutive von Vionnaz gehörte sie zwölf Jahre an (1976–1988). Als Nachfolgerin von Gabrielle Nanchen vertrat Vannay-Bressoud von 1979 bis 1987 das Chablais im Nationalrat. Sie «fühlte sich als Frau, Sozialistin und Berglerin in dreifacher Minderheit».
Vannay-Bressoud kämpfte für soziale Gerechtigkeit und eine harmonische Entwicklung der Walliser Schule. Sie setzte sich für eine touristische Entwicklung des Chablais im Einklang mit der Natur ein. Im Nationalrat setzte sie sich für das Wahlrecht der Appenzellerinnen ein, für mehr Gerechtigkeit bei Familienzulagen und Krankenkassenprämien sowie für den Verzicht auf die Atomenergie. Nach ihrer Eingabe setzte die Walliser Regierung 1983 eine Studienkommission ein, die die Benachteiligung der Frauen in der kantonalen Gesetzgebung untersuchte. Dieses unabhängige Gremium, dem neben ihr unter anderen auch Edmée Buclin-Favre und Cilette Cretton angehörten, veröffentlichte verschiedene Berichte zu den Frauenrechten. Nach zehnjähriger Tätigkeit richtete der Kanton ein Gleichstellungsbüro ein.

## Belege
1. 1 2 3  Cilette Cretton: Françoise Vannay-Bressoud. In: Hommage 2021. Abgerufen am 10. Februar 2023.
2. 1 2  Bernard Truffer: Françoise Vannay-Bressoud. In: Historisches Lexikon der Schweiz.  15. Januar 2014.
3. ↑  Edmée Buclin-Favre (Red.): Rapport sur l’examen de la législation valaisanne. Commission d’étude sur la condition féminine, Sitten 1993.
4. ↑  Cilette Cretton (Red.): L’école et la formation des filles. Commission d’étude sur la condition féminine en Valais, Sitten 1986.
5. ↑  Cilette Cretton, Inès Mengis: Les femmes et la politique en Valais. Commission d’étude sur la condition féminine, Sitten 1988.

| Personendaten    | Personendaten                                  |
| ---------------- | ---------------------------------------------- |
| NAME             | Vannay-Bressoud, Françoise                     |
| ALTERNATIVNAMEN  | Bressoud, Françoise (Geburtsname)              |
| KURZBESCHREIBUNG | Schweizer Politikerin, Lehrerin und Feministin |
| GEBURTSDATUM     | 2. Januar 1945                                 |
| GEBURTSORT       | Torgon, Schweiz                                |
| STERBEDATUM      | 12. November 1998                              |
| STERBEORT        | Monthey, Schweiz                               |